# Куколки (фильм)
Куколки (итал. Le bambole) — итало-французская кинокомедия из четырех новелл, снятая режиссерами Мауро Болоньини, Луиджи Коменчини, Дино Ризи и Франко Росси.

## Сюжет
Фильм состоит из четырех новелл:
«Телефонный звонок»: Джорджио молодой человек, который хочет любовных отношений, не может оттащить жену от телефона.
«Изучение евгеники»: Иностранка Улла приехала в Италию в поисках совершенного отца для своего будущего ребенка.
«Суп»: Джованна пытается всеми способами избавиться от своего мужа.
«Монсеньор Купидон»: Беатриче скучающая жена, вечно занятого мужа, решается завести интригу с монсеньором.